# انوشتکین
انوشتکین یا انوشتکین غرچه نیای بزرگ خوارزمشاهیان، غلام-جنگاوری ترک نژاد از اهالی غرجستان بود که توسط سپهسالار کل سپاه خراسان در زمان سامانیان به خدمت گرفته شد. انوشتکین در دوران فرمانروایی سلجوقیان به سبب استعداد سرشار و کفایتی که از خود نشان داد به زودی مدارج ترقی را طی کرد و به مقامات عالی رسید تا این که سرانجام به مقام شحنه (فرماندار نظامی) و سپس با عنوان سنتی خوارزمشاه به حکومت خوارزم برگزیده شد. انوشتکین صاحب ۹ پسر بود که بزرگ‌ترین آنها، قطب الدین محمد نام داشت.
پس از انوشتکین، در سال ۴۷۶ خورشیدی، برای مدت کوتاهی اکینچی حکمرانی کرد و در همان سال با جریان مرگ اکینچی توسط برخی امرای سلجوقی شورشی، پسر ارشد انوشتکین، قطب‌الدین محمد به شاهی خوارزم رسید.